# شيري مارتينيلي
شيري مارتينيلي (بالإنجليزية: Sheri Martinelli)‏ (17 يناير 1918 - 3 نوفمبر 1996)؛ رسامة، كاتِبة وشاعرة أمريكية.